# برينت هاردينغ
برينت هاردينغ (بالإنجليزية: Brent Harding)‏ هو عازف باس أمريكي، ولد في 3 مارس 1967 في كولومبوس في الولايات المتحدة.

## وصلات خارجية
- برينت هاردينغ على موقع ميوزك برينز (الإنجليزية)
- برينت هاردينغ على موقع أول ميوزيك (الإنجليزية)
- برينت هاردينغ على موقع ديسكوغز (الإنجليزية)